# Murina fusca
Murina fusca је врста слепог миша из породице вечерњака (лат. Vespertilionidae). 

## Распрострањење
Кина је једино познато природно станиште врсте.

## Станиште
Врста Murina fusca има станиште на копну.

## Угроженост
Подаци о распрострањености ове врсте су недовољни.

### Популациони тренд
Популациони тренд је за ову врсту непознат.